# Tabaille-Usquain
Tabaille-Usquain é uma comuna francesa na região administrativa da Nova Aquitânia, no departamento dos Pirenéus Atlânticos. Estende-se por uma área de 4,43 km². Em 2010 a comuna tinha 48 habitantes (densidade: 10,8 hab./km²).